# René Grillet
René Grillet de Rouen, ou René Grillet, est un horloger qui a inventé et fabriqué une calculatrice mécanique au XVIIe siècle.

## Biographe
Grillet est originaire de Rouen en Normandie.
En 1673, il publie un petit livre, Curiositez mathematiques de l'invention du Sr Grillet horlogeur a Paris, dans lequel il annonce l'invention d'une machine à calculer arithmétique. Quelques années plus tard, en 1678, il écrit un article dans Le Journal des Savants décrivant cette machine. Grillet dit qu'il s'est inspiré des travaux de Blaise Pascal sur les machines à calculer pour combiner la Pascaline avec les bâtons de Napier et construire une machine qui puisse aussi bien faire les additions que les multiplications et les divisions.
Pascal licencia tous ses ouvriers dès qu'il apprit la nouvelle : « l'aspect de ce petit avorton me déplut au dernier point et refroidit tellement l'ardeur avec laquelle je faisais lors travailler à l'accomplissement de mon modèle qu'à l'instant même je donnai congé à tous les ouvriers ». Pascal reprit son travail après avoir reçu la promesse d'une protection par privilège royal mais aussi après avoir constaté que cette horloge à calculer ne marchait pas correctement car ce n'était « qu'une pièce inutile, propre véritablement, polie et très bien limée par le dehors, mais tellement imparfaite au dedans qu'elle n'est d'aucun usage ».
Grillet présenta sa machine dans des expositions en France et aux Pays-Bas entre 1673 et 1681. Il essaya d'en faire commerce, sans grand succès.
En plus de sa calculatrice, Grillet inventa un hydromètre (dont on lui contesta le brevet) et des instruments de dessin : rapporteur et équerre.
En 1690, la première usine de textile imprimé a été fondée par René Grillet, qui avait déposé le brevet de cette technique.